# Christen Christensen (lantbrukshistoriker)
Christen Christensen, född 26 juli 1824, död 13 december 1891 i Hørsholm, var en dansk lantbrukshistoriker. 
Christensen var en kort tid amtsförvaltare i Hørsholm och var därefter bosatt där. Hans intresse för denna ort liksom hans lantekonomiska sysslor ledde honom in på historiska studier, vars första resultat var den utmärkta Hørsholms historie (1879). Senare dristade han sig till att ge en samlad framställning av det danska lantbrukets historiska utveckling (Agrarhistoriske studier, två band, 1886-91), och även om han långtifrån kunde lösa denna svåra uppgift innehåller hans skrift värdefulla bidrag till förståelsen av lantbrukets ställning, särskilt för tiden närmast innan och efter enväldets införande.                                   